# Franz von Soden
Franz Ludwig Freiherr von Soden (Stuttgart, 4. ožujka 1856. – Überlingen, 29. studenog 1945.) je bio njemački general i vojni zapovjednik. Tijekom Prvog svjetskog rata zapovijedao je 26. pričuvnom divizijom, te VII. pričuvnim, XI. i V. pričuvnim korpusom na Zapadnom bojištu.

## Vojna karijera
Franz von Soden rođen je 4. ožujka 1856. u Stuttgartu. U württemberšku vojsku stupio je u listopadu 1873. služeći u 119. grenadirskoj pukovniji. Od listopada 1880. pohađa Prusku vojnu akademiju, te se nakon završetka iste, u srpnju 1873., vraća na službu u 119. grenadirsku pukovniju. U listopadu te iste godine unaprijeđen je u čin poručnika, te premješten na službu u 123. grenadirsku pukovniju u Ulm gdje služi do srpnja 1874. kada se ponovno vraća na službu u 119. grenadirsku pukovniju. Od svibnja 1886. služi u Glavnom stožeru, dok je u travnju 1888. promaknut u čin satnika. U siječnju 1889. premješten je u stožer X. korpusa u Hannoveru gdje služi do ožujka 1890. od kada se nalazi na službi u stožeru 19. pješačke divizije. Od rujna 1891. zapovijeda satnijom u 119. grenadirskoj pukovniji, dok od travnja 1893. služi u stožeru 26. pješačke divizije.
U rujnu 1893. Soden je promaknut u čin bojnika, te je raspoređen u stožer XIII. korpusa koji je imao sjedište u Stuttgartu. U stožeru XIII. korpusa služi do travnja 1898. kada postaje zapovjednikom bojne u 83. pješačkoj pukovniji. Navedenu dužnost obnaša do svibnja 1900. kada postaje najprije privremenim, a u lipnju 1901., i trajnim načelnikom stožera X. korpusa. U travnju 1902. dostiže čin pukovnika, dok je u veljači 1903. imenovan zapovjednikom 125. pješačke pukovnije. U rujnu 1906. promaknut je u general bojnika, te imenovan zapovjednikom 51. pješačke brigade. Dužnost zapovjednika 51. pješačke brigade obnaša do siječnja 1910. kada postaje zapovjednikom 26. pješačke divizije u čijem stožeru je nekad služio. Istodobno s tim imenovanjem unaprijeđen je u čin general poručnika. U ožujku 1911. dodijeljen mu je počasni čin generala pješaštva, te je umirovljen.

## Prvi svjetski rat
Na početku Prvog svjetskog rata Soden je reaktiviran, te mu je dodijeljeno zapovjedništvo nad 26. pričuvnom divizijom. Navedena divizija nalazila se u sastavu 7. armije pod zapovjedništvom Josiasa von Heeringena, te je držala položaje u Alsaceu. Zapovijedajući 26. pričuvnom divizijom sudjeluje u Graničnim bitkama nakon čega je divizija premještena u sjevernu Francusku na bojište na rijeci Sommi. Divizija je gotovo nepromijenjeno iduće dvije godine držala položaje na navedenom dijelu bojišta, te je u ljeto 1916. sudjelovala u teškim borbama u Bitci na Sommi. U međuvremenu, Soden je u prosincu 1916. promaknut u čin generala pješaštva.
U prosincu 1916. Soden zamjenjuje Hansa von Zwehla na mjestu zapovjednika VII. pričuvnog korpusa. Zapovijedajući navedenim korpusom sudjeluje u borbama u Champagni u sklopu zaustavljanja Nivelleove ofenzive. Za uspješno zapovijedanje 27. srpnja 1917. odlikovan je ordenom Pour le Mérite. Nakon toga u kolovozu 1917. imenovan je privremenim zapovjednikom XI. korpusa koju dužnost obnaša do studenog kada postaje zapovjednikom V. pričuvnog korpusa. Navedenim korpusom zapovijedao je sve do kraja rata.

## Poslije rata
Nakon završetka rata Soden je 1. veljače 1919. umirovljen. Napisao je više članaka u sudjelovanju württemberške vojske u Prvom svjetskom ratu, te se zalagao za gradnju spomenika za poginule u ratu u Stuttgartu. Predsjedao je klubom časnika 125. pješačke pukovnije, te se zalagao za izgradnju spomenika navedenoj pukovniji kojom je nekada zapovijedao. 
Franz von Soden preminuo je 29. studenog 1945. godine u 90. godini života u Überlingenu.   

## Vanjske poveznice
(eng.) Franz von Soden na stranici Prussianmachine.com

(njem.) Franz von Soden na stranici Deutschland14-18.de

(njem.) Franz von Soden na stranici Landesarchiv-bw.de